# 柏卓安

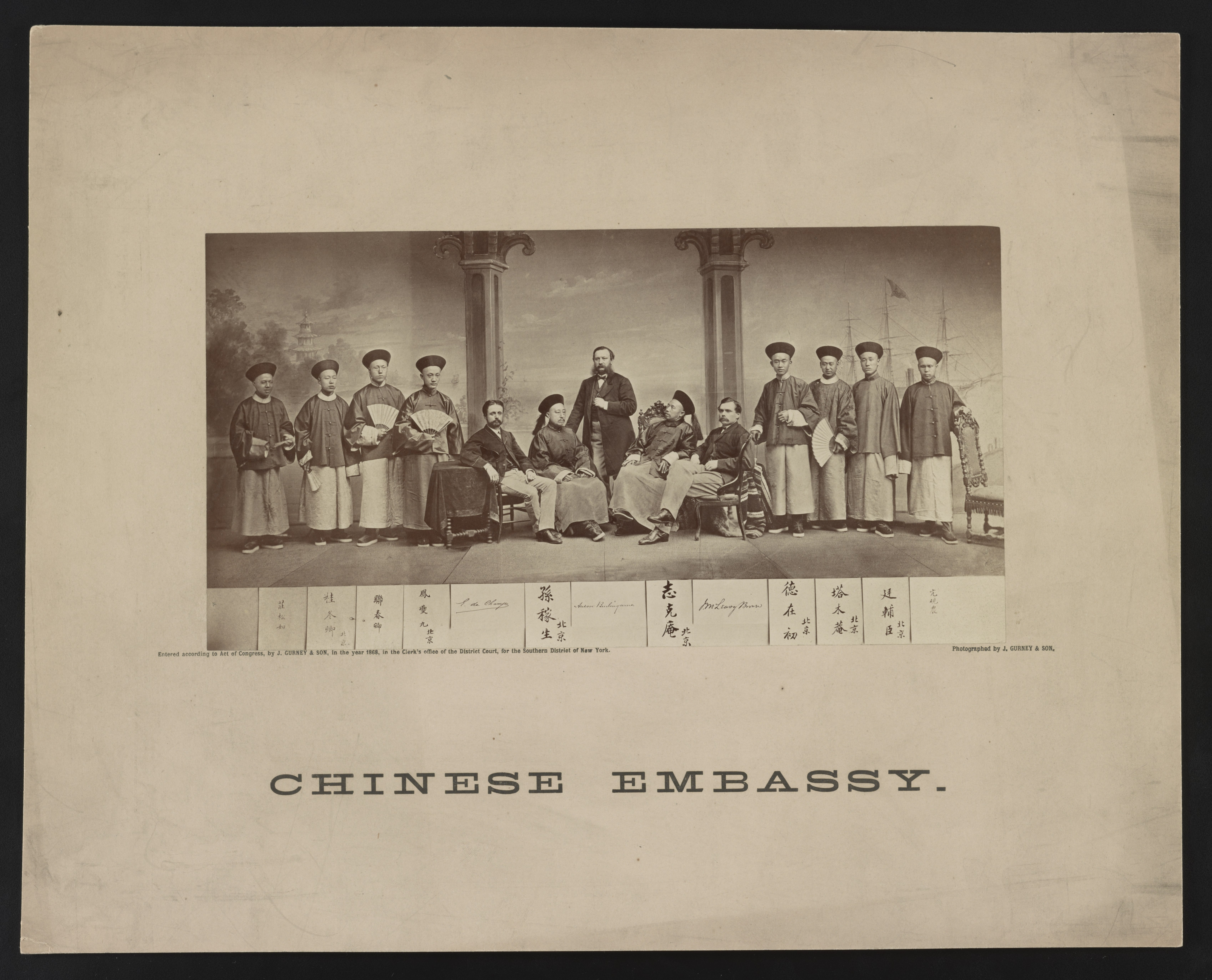
1868年蒲安臣（中间站立者）使团访美时的照片，右边石柱前坐者即柏卓安

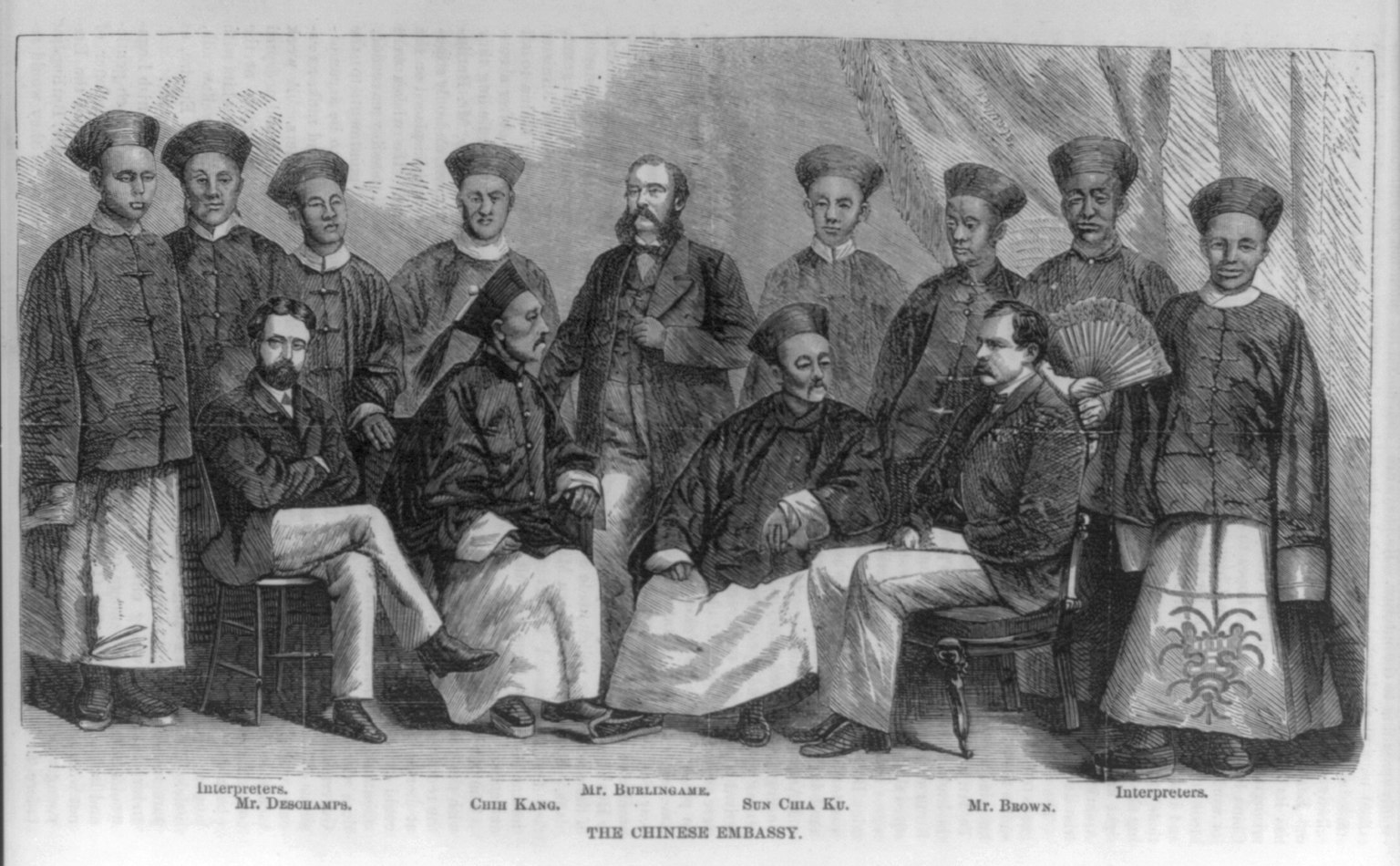
根据蒲安臣访美使团照片所绘之版画，右起第三坐者即柏卓安

柏卓安原名约翰·麦克利维·布朗（英語：John McLeavy Brown，1835年11月27日—1926年4月6日），是英国驻华使馆中文翻译，之后为清朝政府的海关总税务司服务，隶属于赫德，之后曾任职朝鲜海关总税务司，还跟随蒲安臣为首的清朝使团出使西欧各国。

## 生平
柏卓安出生于爱尔兰的利斯本附近（今属北爱尔兰），就读于贝尔法斯特的女王学院及都柏林的三一学院。1861年通过考试，进入英国驻华领事馆为翻译生。1864年因其汉文成绩尚佳，成为了英国驻华公使馆的汉文副使。1868年，蒲安臣所帅清朝使团出使欧美各国时，柏卓安成为了使团的左协理（头等参赞，first secretary），时年32岁。1872年从英在华使馆辞职，1873年4月进入中国海关总税务司，任一级供事。1874年任广州海关副税务司（Deputy Commissioner）。
此后在中国各地海关任职并升迁，1880年至1882年间休长假，在此期间获得都柏林大学文学学士及法学学士学位。1888年又获休假，于当年秋季获都柏林大学法学博士。
1893年经其上司赫德推荐改任朝鲜海关总税务司，同时任朝鲜高宗的度支顾问。甲午之后，在任上保护朝鲜的利益，反对日本及俄国。1897年，驻韩俄罗斯公使欲将韩之度支衙门顾问替代成俄国人亚利轩夫（阿里克谢耶夫），引发度支顾问事件，柏卓安一度被免职由俄国人替代，但不久后又复原职。日俄战争后日本对朝鲜半岛的影响力大大加强，因此柏卓安于1905年8月辞职离开韩国。1913年12月退休离开海关后，任中国驻英使馆参赞，直至1926年4月去世。